# 岡谷康治
岡谷 康治（おかや やすはる、1915年9月9日 - 1996年3月21日）は、日本の実業家。岡谷鋼機創業家十二代目当主で、同社代表取締役社長や、中部経済同友会代表幹事、名古屋商工会議所副会頭等を務めた。

## 来歴・人物
愛知県名古屋市出身。愛知県第一中学校（現愛知県立旭丘高等学校）を経て、1937年名古屋高等商業学校（現名古屋大学経済学部）卒業。1941年に東京商科大学（現一橋大学）卒業後、鉄鋼統制会に入る。
1945年鉄鋼統制会を退職し、岡谷鋼機取締役に就任。1948年常務。1958年社長。1982年からはキタン会会長も務め、1990年から岡谷鋼機会長となった。
中部経済同友会代表幹事、名古屋商工会議所副会頭、愛知県日韓協会副会長などを歴任し、大隈鐵工所取締役、中部日本放送取締役、旭精機工業監査役、愛知時計電機監査役、名古屋鉄道監査役、東邦瓦斯監査役を兼務した。
また、1951年の日本青年会議所創立メンバーであり、同年に開催された第6回国際青年会議所（JCI）世界会議モントリオール大会に、6人の日本代表団の1人として参加し、正式加盟のため尽力するなどした。
1977年藍綬褒章、1986年勲二等瑞宝章を受章。1996年従四位。

## 親族
岡谷家の十二代目当主であり、父は岡谷鋼機設立者の十代目岡谷惣助。長女はEU政府代表部特命全権大使などを務めた朝海和夫に嫁いだ。姉は物理学者の嵯峨根遼吉に嫁ぎ、姪は日産自動車に勤務していた自動車技術者でR33型・R34型スカイラインの開発責任者（主管）を務めた渡邉衡三に嫁いだ。